# اسناد هویتی در ایران

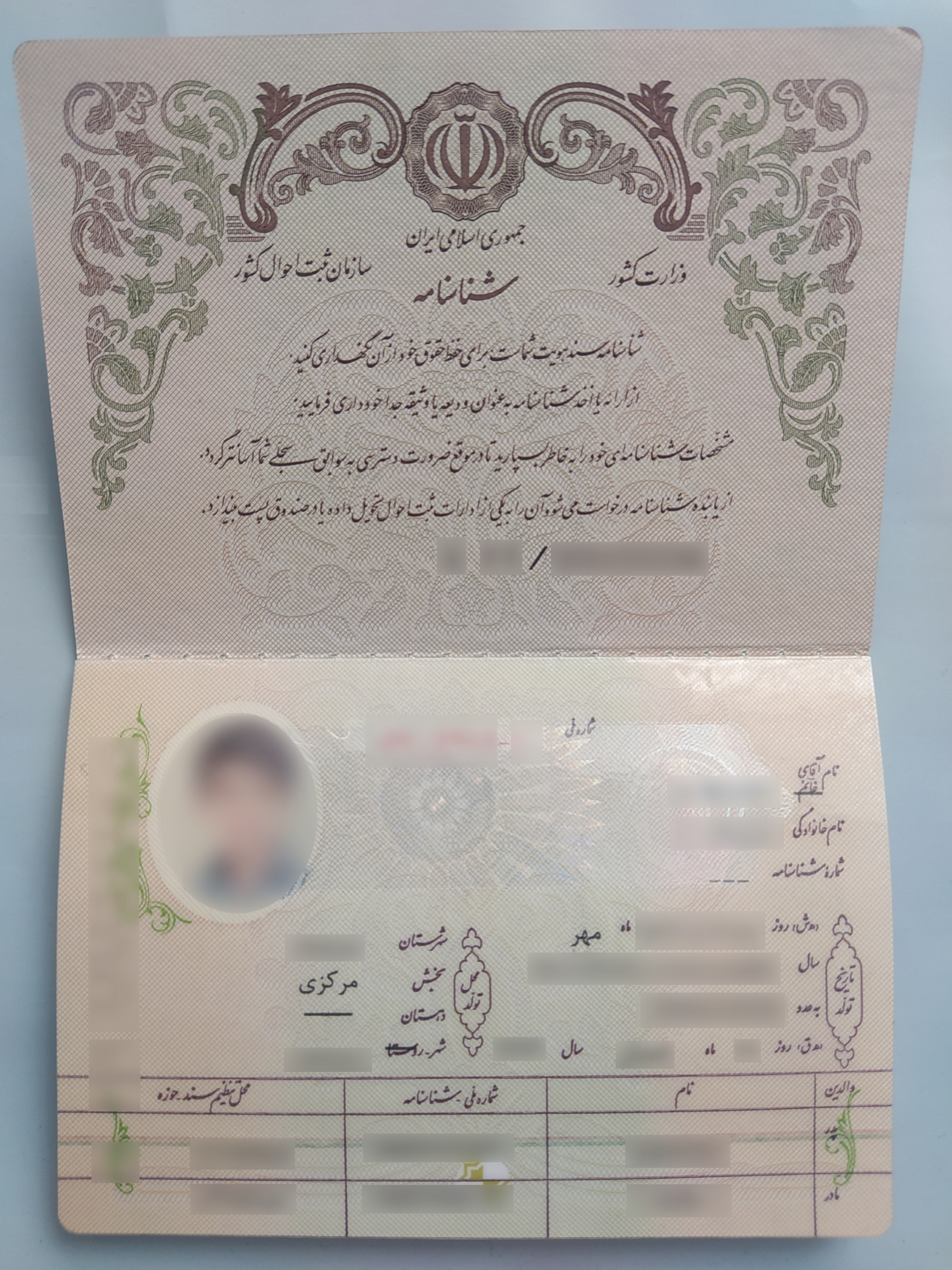
تصویر شناسنامه ایران

اسناد هویتی در ایران سند رسمی هویت و تابعیت ایرانی هستند و جهت شناسایی ایرانیان و احراز هویت آن‌ها به‌کار می‌روند.
از مهم‌ترین اسناد هویتی ایران می‌توان به شناسنامه و کارت شناسایی ملی اشاره کرد.
اسناد هویتی اتباع خارجی، کارت اقامت و کارت اشتغال می‌باشد.

## فهرست اسناد هویتی رسمی دولت و مدارک شناسایی
| سند                            |  | صادرکننده                                                                          |
| ------------------------------ |  | ---------------------------------------------------------------------------------- |
| کارت شناسایی ملی               |  | سازمان ثبت احوال کشور                                                              |
| شناسنامه                       |  | سازمان ثبت احوال کشور                                                              |
| گواهی‌نامه رانندگی              |  | پلیس راهنمایی و رانندگی فراجا                                                      |
| گذرنامه ایرانی(ویزا یا روادید) |  | پلیس مهاجرت و گذرنامه فراجاآژانس مسافرتی و فرودگاه‌های بین المللی - وزارت امورخارجه |
| پایان خدمت                     |  | سازمان وظیفه عمومی فراجا                                                           |

### مصونیت سلامت
- کارت مراقبت کودک[۷]
- کارت واکسن[۸][۹][۱۰]